# Kyšice (okres Plzeň-město)
Kyšice (německy Kyschitz, Kieschitz) jsou obec v okrese Plzeň-město v Plzeňském kraji. Žije v ní přibližně 1 100 obyvatel. Kyšice jsou nejvíce známé těžbou hrnčířské hlíny a kaolinu. V katastru obce leží, na trati 170 Praha–Plzeň, vjezd do 4150 metrů dlouhého Ejpovického tunelu, jenž je nejdelším železničním tunelem v České republice.
Sousedními obcemi sídla jsou Letkov, Plzeň, Tymákov, Dýšina a Ejpovice.

## Historie
První písemná zmínka o vesnici pochází z roku 1336, hovoří o dvoru a hradu pánů z Pistau, pánů ze Smědčic, později lenních pánech z Kychu, kteří byli dosazeni jako správci královského dvora. V 16. století se započalo s dobýváním rudy. Po třicetileté válce byla těžba přerušena a teprve roku 1662 znovu obnovena. Doly byly definitivně uzavřeny po první světové válce.
Vesnice patřila mezi poslední, které byly za druhé světové války osvobozeny americkou armádou. Do konce roku 2006 patřila do okresu Plzeň-sever, poté se stala od 1. ledna 2007 součástí okresu Plzeň-město.

## Obyvatelstvo
| Rok            | 1869 | 1880 | 1890 | 1900 | 1910 | 1921 | 1930 | 1950 | 1961 | 1970 | 1980 | 1991 | 2001 | 2011 | 2021  |
| -------------- | ---- | ---- | ---- | ---- | ---- | ---- | ---- | ---- | ---- | ---- | ---- | ---- | ---- | ---- | ----- |
| Počet obyvatel | 544  | 552  | 639  | 635  | 773  | 816  | 851  | 743  | 778  | 699  | 616  | 626  | 712  | 873  | 1 059 |
| Počet domů     | 78   | 95   | 95   | 99   | 107  | 112  | 131  | 182  | 184  | 186  | 183  | 242  | 267  | 307  | 384   |

## Obecní symboly
Znak a vlajka byly obci uděleny rozhodnutím předsedkyně Poslanecké sněmovny Parlamentu České republiky dne 18. května 2012.

## Pamětihodnosti
- Kaple
- Usedlost čp. 34
- Bývalé chlévy usedlosti čp. 9
- Brána, branka a sýpka usedlosti čp. 18

## Další fotografie

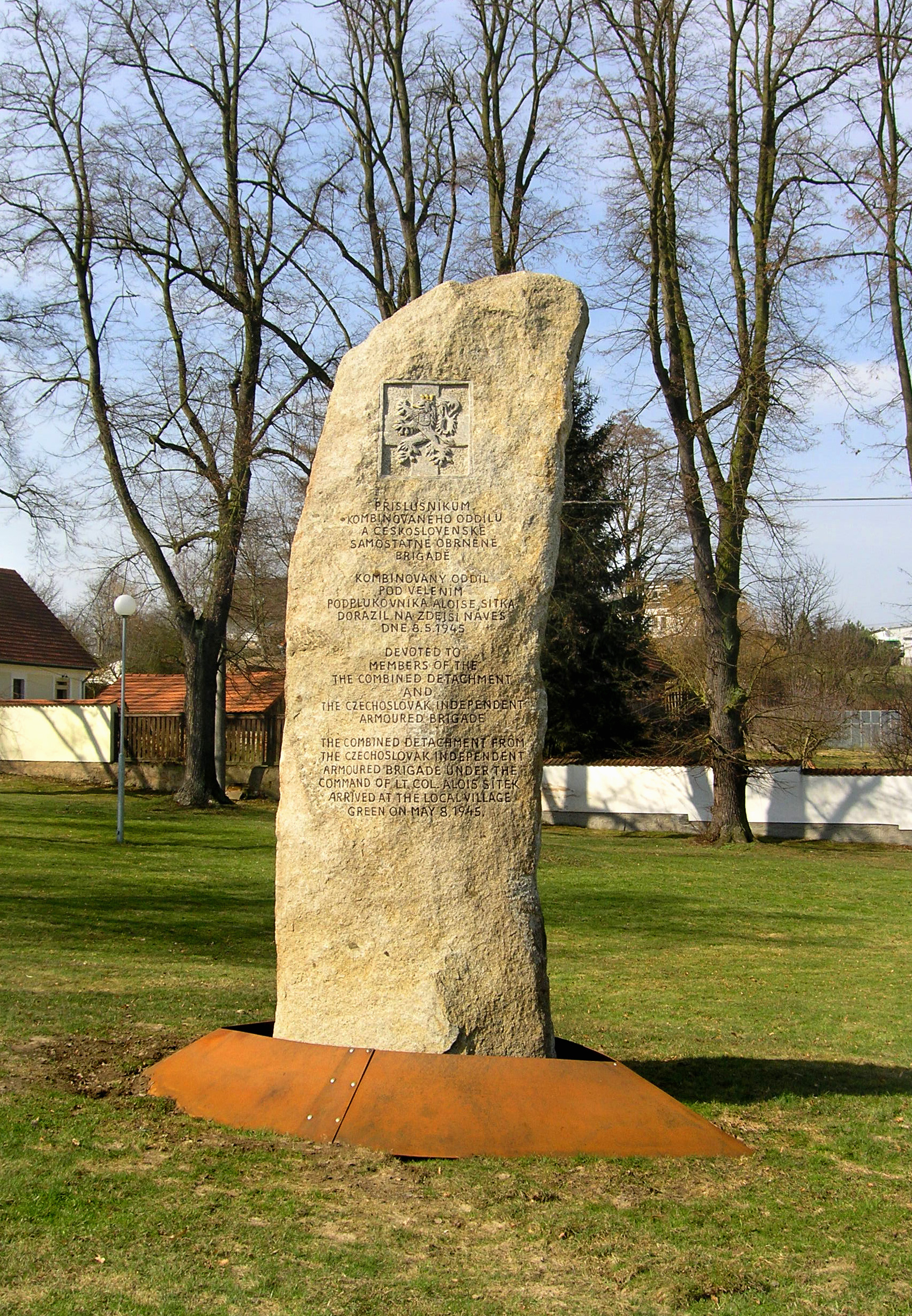
Památník osvobození
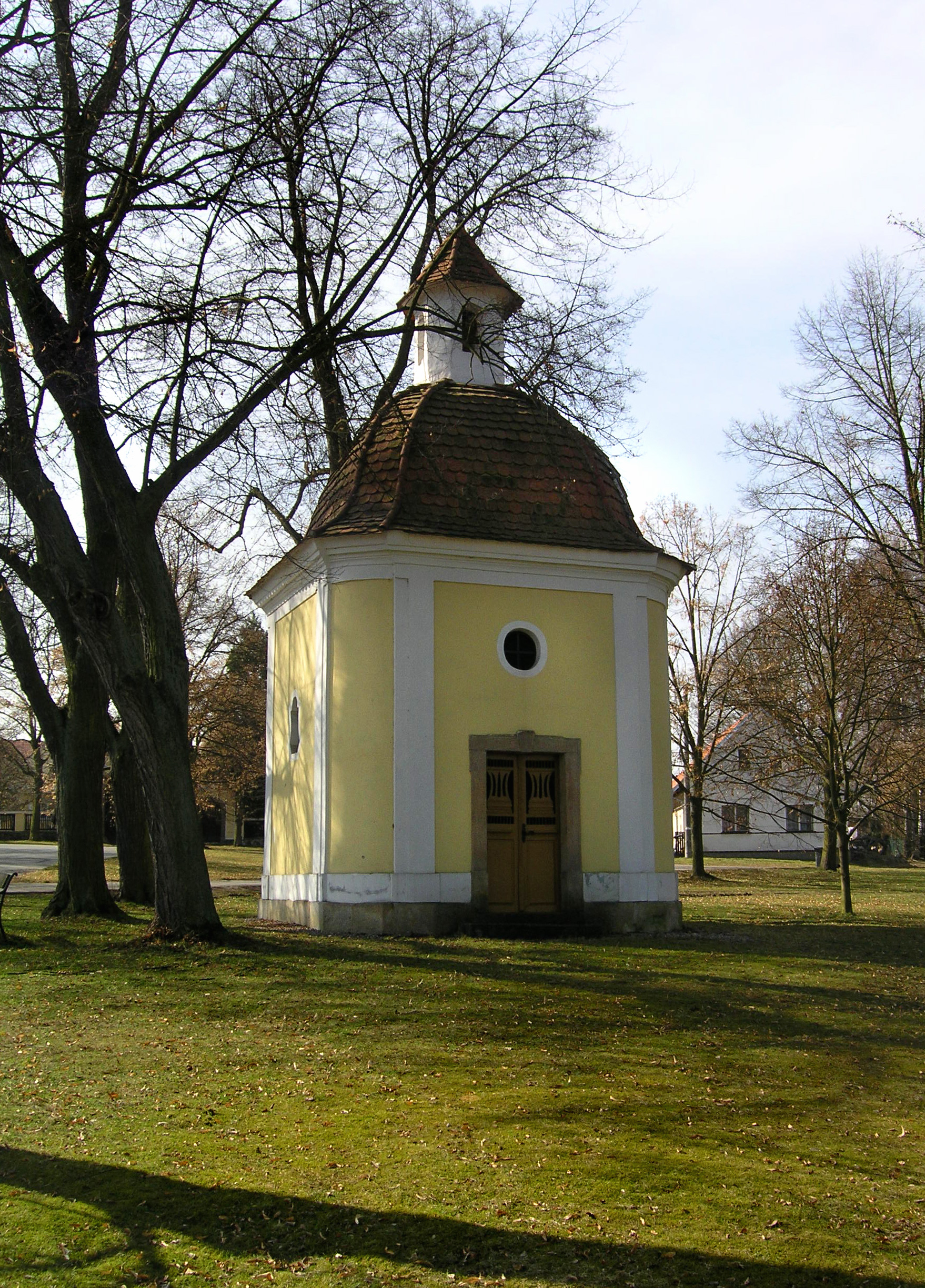
Kaple na návsi